# Javier Castro Oliveira
Javier Castro Oliveira (San Felipe, 1883-Santiago, 1958) fue un médico cirujano y político chileno, que se desempeñó como ministro de Estado de su país, durante el segundo gobierno del presidente Arturo Alessandri Palma.

## Familia y estudios
Nació en la comuna chilena de San Felipe en 1883, hijo de Viterbo Castro y Rosa Oliveira. Realizó sus estudios primarios y secundarios en el Liceo de San Felipe. Continuó los superiores en la Facultad de Medicina de la Universidad de Chile, titulándose como médico cirujano en 1909, con la tesis Del origen intestinal de la tuberculosis pulmonar.
Se casó con Elena Oliveira, con quien tuvo dos hijos.

## Carrera profesional y política
Inició su actividad profesional en 1915, desempeñándose como jefe de la clínica otorrino-laringológica y profesor extraordinario de la Facultad de Medicina de la Universidad de Chile. Más adelante, fue nombrado como decano de dicha facultad universitaria. Entre el 15 de enero y el 15 de mayo de 1929, asumió como rector de la Universidad de Chile, en calidad de interino como el decano más antiguo de esa casa de estudios.
Militante del Partido Liberal (PL), el 4 de octubre de 1932, bajo la vicepresidencia de Abraham Oyanedel Urrutia; fue nombrado como titular del Ministerio de Salubridad Pública, cargo que ocupó hasta el 24 de diciembre de ese año. Durante la segunda administración del presidente Arturo Alessandri, entre el 26 de agosto de 1935 y el 20 de febrero de 1936, volvió a ejercer la misma función. A contar de esa última fecha, mediante un decreto, se renombró a la repartición gubernamental como «Ministerio de Salubridad, Previsión y Asistencia Social», fungiendo en su titularidad hasta el 13 de agosto de ese año.
A continuación, sirvió como director general y consejero de la Dirección de Beneficencia y Asistencia Social, y presidente y administrador de la Caja de Seguro Obligatorio. Fue miembro de la Sociedad Médica de Chile, de la Sociedad de Laringología de Chile y de la Junta Central de Beneficencia, presidiendo estas dos últimas. Falleció en Santiago de Chile en 1958.